# Nádson Rodrigues de Souza
Nádson Rodrigues de Souza, besser bekannt als Nádson, (* 30. Januar 1982 in Serrinha) ist ein ehemaliger brasilianischer Fußballspieler.

## Karriere

### EC Vitória (2001 bis 2003)
Der 1,72 Meter große Nádson begann seine Karriere beim brasilianischen Verein EC Vitória, wo er von 2001 bis 2003 aktiv war. Bereits im ersten Jahr absolvierte er ein Ligaspiel, welches jedoch torlos blieb. Im zweiten Jahr bestritt er sechs Ligaspiele, dort gelang ihm auch sein erstes Ligator überhaupt. Sein definitiv erfolgreichstes Jahr war das Jahr 2003, welches auch sein letztes war. Nádson absolvierte 15 Ligaspiele und konnte sechs Mal ins Tor treffen. Während der drei Jahre kam er in 22 Ligaspielen zum Einsatz und konnte in diesen elf Tore schießen.

### Suwon Samsung Bluewings (2003 bis 2008)
Die nächsten Jahre verbrachte er beim südkoreanischen Verein Suwon Samsung Bluewings. Im ersten Jahr absolvierte er 18 Ligaspiele und schoss 14 Tore. Die meisten Ligaspiele absolvierte er 2004, wo er in 38 Ligaspielen zum Einsatz kam und abermals 14 Saisontore erzielte. In seinem dritten Jahr kam er in 15 Ligaspielen zum Einsatz und erzielte sieben Treffer. Nachdem er drei Jahre beim Jahr aktiv gewesen war, bestritt er im Jahr 2006 auf Leihbasis insgesamt sechs Ligaspiele für Corinthians São Paulo und erzielte dabei ein Tor. Danach kehrte er wieder zu den Bluewings zurück, im Jahr 2007 stand er mit der Mannschaft achtmal auf dem Feld und traf viermal ins Tor. In seiner letzten Spielzeit 2008 kam er lediglich auf einen Ligaeinsatz.

### Ab 2008
2008 wechselte er für ein Jahr zum Verein Vegalta Sendai, wo er zwölf Ligaspiele bestritt und drei Tore schießen konnte. Im nächsten Jahr war er beim Verein EC Vitória aktiv, wo er jedoch an keinen Ligaspielen teilnahm. Im gleichen Jahr war er außerdem beim Verein EC Bahia unter Vertrag, bei diesem Verein absolvierte er 20 Ligaspiele und konnte neun Bälle ins Tor befördern. 2010 war er beim Verein Sport Recife unter Vertrag, wo Nádson ohne Torerfolg zwei Ligaspiele bestritt.
Im Jahre 2011 spielte Nádson sowohl für den EC Jacuipense, als auch für den América FC (RN). Beim erstgenannten bestritt er keine Ligaspiele und beim zweitgenannten absolvierte er zwei Ligaspiele. 2012 unterschrieb er einen Vertrag beim aus Katar stammenden Verein, wo er in dieser Saison mehr Tore schoss, als er bei Ligaspielen teilnahm. Des Weiteren stand er noch in Katar für al-Shamal SC unter Vertrag, ehe er wieder zum EC Jacuipense zurückkehrte. In der Spielzeit 2014 spielte er für den Lagarto FC. Bis 2016 dann noch bei AA São Mateus, EC Jacuipense und UR Trabalhadores, dann beendete er seine aktive Laufbahn.

### Nationalmannschaft
2003 absolvierte er zwei Länderspiele für die brasilianische Fußballnationalmannschaft.

## Erfolge
Vitória
- Copa do Nordeste: 2003

Sport Recife
- Staatsmeisterschaft von Pernambuco: 2010